# علي مظفر
علي مظفر شاعر سعودي، اسمه علي أحمد عبد الله مظفر، ولد عام 1376هـ الموافق 1956 بصبياء التابعة لمنطقة جازان جنوب المملكة العربية السعودية، حصل مظفر على دبلوم إعداد المعلمين من جازان عام 1393 هـ، ثم التحق بالكلية المتوسطة في أبها وحصل على الدبلوم عام 1401 هـ، ثم انتسب في جامعة الإمام محمد بن سعود الإسلامية بأبها (جامعة الملك خالد حاليا) وحصل فيها على بكالوريوس اللغة العربية. عام 1409 هـ، عمل مظفر بالتدريس قبل أن يصبح مديرا لمدرسة ابتدائية ومتوسطة في صبياء، ومن ثم ترشح لمشرف في إدارة تعليم صبياء، ثم رئيساً للنشاط ،ثم مديراً لشؤون الطلاب، ومن ثم مساعداً لمدير التعليم للشؤون المدرسية، وهو عضو دائم بالمجلس المحلي بالمحافظة.